# Polygala padulae
Polygala padulae är en jungfrulinsväxtart som beskrevs av Pier Virgilio Arrigoni. Polygala padulae ingår i släktet jungfrulinssläktet, och familjen jungfrulinsväxter. Inga underarter finns listade i Catalogue of Life.